# Ceutorhynchus pumilio
Ceutorhynchus pumilio är en skalbaggsart som först beskrevs av Leonard Gyllenhaal 1827.  Ceutorhynchus pumilio ingår i släktet Ceutorhynchus, och familjen vivlar. Arten är reproducerande i Sverige.